# Russula medullata
Russula medullata är en svampart som beskrevs av Romagn. 1997. Russula medullata ingår i släktet kremlor och familjen kremlor och riskor.  Arten är reproducerande i Sverige. Inga underarter finns listade i Catalogue of Life.

## Källor

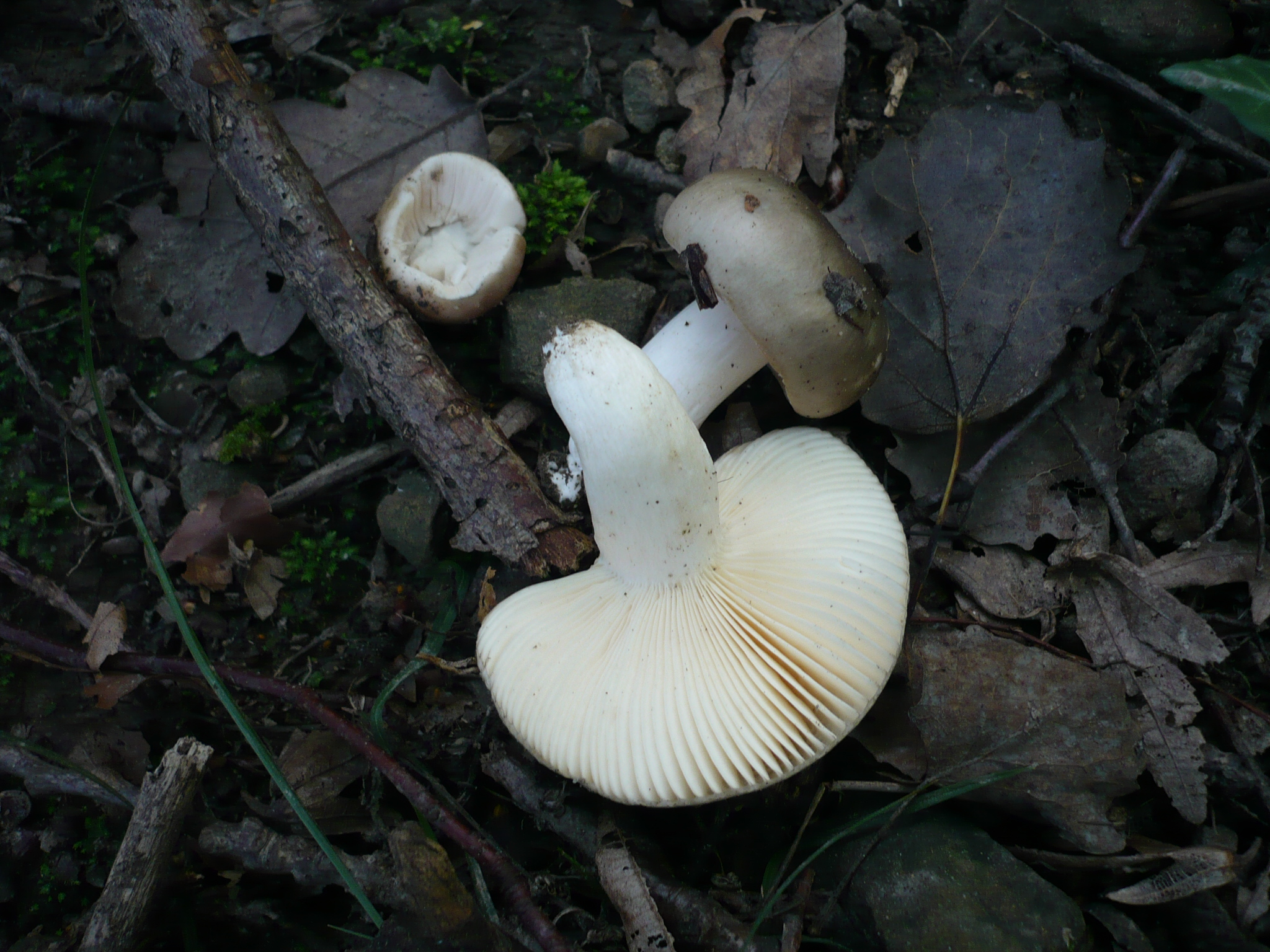
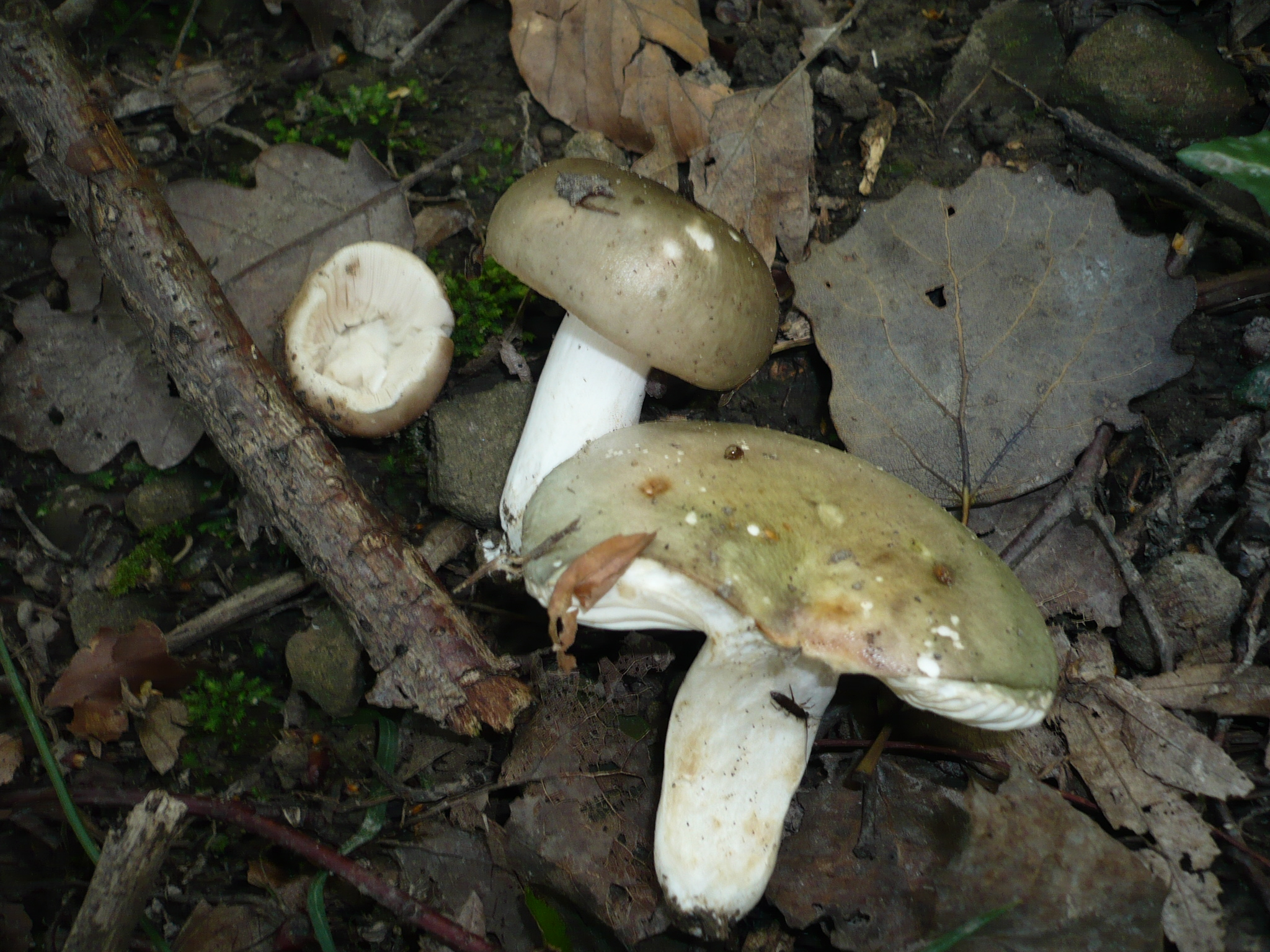
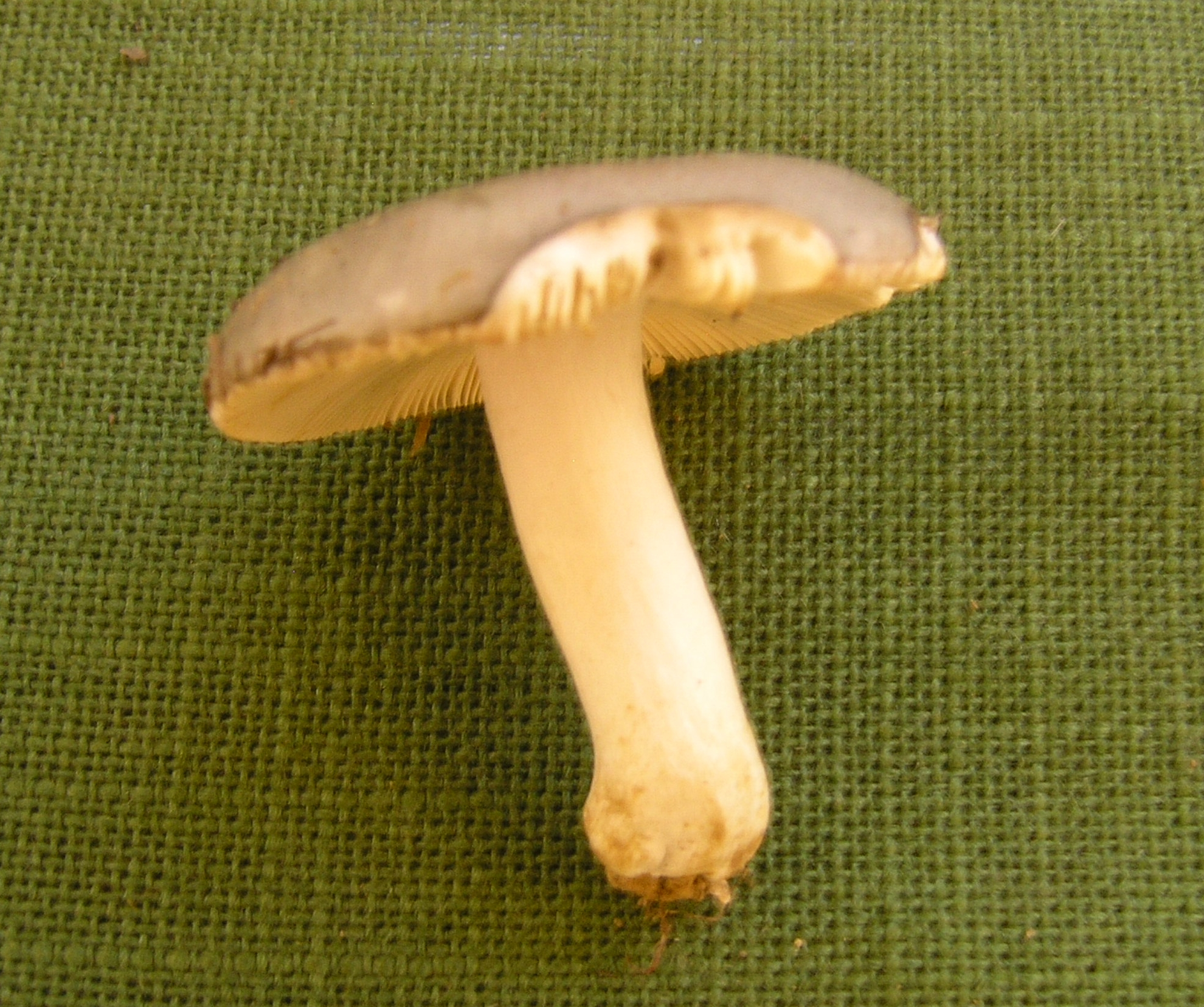